# José Federico de Carvajal
José Federico de Carvajal Pérez, né le 14 mars 1930 à Malaga et mort le 12 juin 2015 à Madrid, est un homme d'État espagnol membre du Parti socialiste ouvrier espagnol (PSOE).
Né en Andalousie, il étudie le droit à Madrid. Il adhère au PSOE, à l'UGT et devient avocat dans les années 1950.
Il est élu pour la première fois au Sénat en 1977, où il coordonne avec succès les travaux sur le projet de nouvelle Constitution. Battu aux élections de mars 1979, il est nommé deux mois plus tard président de la direction provisoire du Parti socialiste, le XXVIIIe congrès n'ayant pu désigner une nouvelle commission exécutive. Felipe González redevient secrétaire général en septembre suivant.
Après avoir été réélu sénateur en octobre 1982, il est désigné le mois d'après président du Sénat. Il conserve ce poste en 1986 mais renonce à la chambre haute au profit du Congrès des députés en 1989. Il met un terme à sa vie politique quatre ans plus tard et retourne à l'exercice du métier d'avocat.

## Biographie

### Un avocat engagé
Né en 1930 en Andalousie dans une famille aisée, il étudie le droit à l'université de Madrid, où il obtient sa licence.
Il adhère en 1953 au Parti socialiste ouvrier espagnol (PSOE), alors dans la clandestinité. En 1956, il devient avocat et fonde deux ans plus tard la Fédération des travailleurs du droit de Madrid au sein de l'Union générale des travailleurs (UGT), syndicat socialiste lui aussi clandestin. Il est régulièrement avocat de la défense devant les conseils de guerre ou le tribunal de l'ordre public (TOP), la juridiction politique du franquisme.

### Premier mandat sénatorial
Il se présente aux élections sénatoriales constituantes du 15 juin 1977 dans la circonscription d'Ávila. Il rassemble 22 933 voix, réalisant le quatrième score de la province et assurant ainsi son élection au Sénat. Au sein de la chambre haute, il se voit confier des responsabilités de première importance : il est troisième secrétaire du bureau, élu par 72 voix favorables sur 241, deuxième vice-président de la députation permanente et président de la commission de la Constitution.
C'est au titre de ce dernier poste qu'il s'exprime le 5 octobre 1978 lors de la séance plénière de ratification du projet de Constitution, le qualifiant de « Constitution de tous, car elle garantit la liberté de tous et le respect de chacun ».
À l'approche des élections sénatoriales du 1er mars 1979, il est présenté comme un prétendant sérieux à la présidence du Sénat, notamment pour sa conduite des travaux sur le texte constitutionnel. Cependant, il échoue à conserver son siège : avec 19 929 voix, il se classe en cinquième position dans la circonscription, derrière les trois élus de l'UCD et un candidat indépendant.

### Dirigeant provisoire du PSOE
Quelques semaines plus tard se tient le XXVIIIe congrès fédéral du PSOE. Le 17 mai 1979, José Federico de Carvajal, qui se revendique marxiste alors que l'enjeu du conclave est de renoncer à cette définition idéologique au profit de la social-démocratie, est élu président du congrès sur proposition de la délégation d'Ávila, face à Gregorio Peces-Barba. Sa désignation est davantage perçue comme un rejet envers Peces-Barba qu'un soutien à ses qualités propres.
Après que les délégués ont maintenu la référence au marxisme dans la motion politique, le secrétaire général sortant Felipe González renonce à se succéder et aucune candidature alternative ne se présente au vote du congrès. Le conclave socialiste décide lors de sa clôture 20 mai de scinder sa direction : il donne l'autonomie aux groupes parlementaires pour leur action, González étant le porte-parole du groupe du Congrès, et le parti est placé sous l'autorité d'une direction provisoire (en espagnol : Comisión Gestora) de cinq membres, dont la présidence est confiée à Carvajal et qui a pour mission de convoquer un congrès extraordinaire dans les six mois.
González retrouve ses fonctions le 29 septembre 1979 à l'occasion du congrès extraordinaire, et constitue une commission exécutive fédérale (CEF) de 24 membres, dont huit secrétaires exécutifs, sans responsabilité, parmi lesquels figure Carvajal. Il n'est toutefois pas confirmé en tant que membre de la direction du parti le 24 septembre 1981, à l'occasion du XXIXe congrès fédéral du PSOE.

### Président du Sénat
Il se représente à la chambre haute des Cortes Generales lors des élections sénatoriales anticipées du 28 octobre 1982 dans la circonscription de Madrid. Avec 1 358 853 suffrages sur son nom, il est le sénateur le mieux élu du territoire. Lors d'une réunion des groupes parlementaires socialistes le 17 novembre suivant, il est proposé comme candidat à la présidence du Sénat, où le PSOE dispose de la majorité absolue des sièges.
Le 18 novembre 1982, José Federico de Carvajal est élu à 52 ans président du Sénat par 158 voix pour et 59 bulletins blancs, issus de l'UCD et de l'AP.
Lors des élections sénatoriales anticipées du 22 juin 1986, il est de nouveau le sénateur le mieux élu de Madrid, mais avec un score en nette baisse à 1 001 622 voix. Il est ensuite pressenti pour conserver ses fonctions à la chambre haute, mais le nom du sénateur de Barcelone Joan Reventós est également cité, certains socialistes se montrant critique de la gestion et des actions de Carvajal durant la législature écoulée. Finalement proposé pour se succéder à lui-même au cours d'une réunion de la CEF le 10 juillet, il est réélu président du Sénat le 15 juillet par 235 voix favorables et six votes blancs.

### Fin de carrière politique
Il annonce le 15 septembre 1989 qu'il renonce à postuler une nouvelle fois au Sénat au cours des élections anticipées du 29 octobre suivant, ajoutant qu'il aimerait continuer comme parlementaire au Congrès des députés. Alors que la Fédération socialiste madrilène-PSOE, à laquelle il appartient, ne l'inclut par sur sa liste de candidats à la chambre basse des Cortes, la direction du parti impose le 20 septembre qu'il occupe la huitième place parmi les candidats du PSOE. Au Congrès, il siège à la commission constitutionnelle et à la commission de la Justice et de l'Intérieur.
Il abandonne la vie politique à la fin de la législature en 1993. Il retourne alors à sa profession d'avocat et s'implique dans des cas à forte résonance médiatique dans la décennie qui suit. Il meurt le 12 juin 2015 à Madrid, à l'âge de 85 ans.